# ゲイブ・キッド
ゲイブ・キッド（Gabe Kidd、1997年4月24日 - ）は、イギリスの男性プロレスラー。ノッティンガム出身。新日本プロレス所属。旧リングネーム「ゲイブリエル・キッド（Gabriel Kidd）」。

## 来歴

### イギリス時代
11歳でレスリングを始め、15歳か16歳の頃にプロレスラーを志す。プロレスラーとして興行に初めて参加したのは2011年で14歳の時であり、デビューから数年間は年齢を隠すために覆面レスラーとして活動していた。
2017年4月29日、ホワット・カルチャー・プロレスリングのタイトルの一つであり、コーディ・ローデスが保持するWCPW Internet Championshipにジョー・ヘンドリーとともにトリプルスレットマッチ形式で挑戦。コーディからスモール・パッケージ・ホールドで直接ピンフォールを奪い、新王者となった。
その後、同王座戦で挑戦者としてザック・セイバーJr.、ケニー・ウィリアムズ、ザック・ギブソン、シャ・サミュエルズ、ジョー・コフィー、トラヴィス・バンクスらを相次いで迎えたが、防衛を続けた。

2017年9月21日、ザック・セイバーJr.の再度の挑戦を受け、グラウンド式卍固めでギブアップ負けを喫し、王座から陥落した。
2019年6月2日、敗者がディファイアント・レスリングを去るという条件でジョー・ヘンドリーと30分のアイアンマン・マッチを行い、3-4で敗れディファイアントから離脱した。
同年6月29日、新日本プロレスの選手が多く参加したレボリューション・プロレスリングの興行が開かれ、ゲイブは第1試合でカール・フレドリックスらを相手に6人タッグマッチを行い勝利。その試合後、新日本プロレスLA道場コーチの柴田勝頼をリング上に呼び、「強くなりたいなら俺について来い」と言う柴田と握手を交わし、LA道場入りを表明した。

### 新日本プロレス
2020年1月25日、新日本プロレスでデビュー。同年、NEW JAPAN CUPにエントリーされ、6月17日に行われた1回戦で石森太二に敗れた。
同年9月23日、上村優也戦で新日本プロレスでのシングルマッチ初勝利を挙げた。
2021年のNEW JAPAN CUPでは、3月7日に行われた1回戦でザック・セイバーJr.と対戦し、キャッチ・アズ・キャッチ・キャンの技巧戦を繰り広げた末に三角絞めで敗れた。
同年5月以降、精神的な不調により欠場していたが、同年12月12日にNJPW STRONGで配信されたリバーサイド大会『DETONATION 2021』で復帰し、ジョナサン・グレシャムと対戦した。
2022年10月9日、リッキー・ナイトJr.が持つRPWブリティッシュ・ヘビー級王座に挑戦し敗れた。
同年11月から12月にかけて行われたWORLD TAG LEAGUEにアレックス・コグリンをパートナーとして出場。結果は1勝8敗で予選落ちに終わった。
2023年4月16日、オレンジ・キャシディが持つAEWインターナショナル王座に挑戦し敗れた。

### BULLET CLUB

#### 2023年
2023年6月4日、IWGPタッグ王座とSTRONG無差別級タッグ王座を毘沙門（後藤洋央紀＆YOSHI-HASHI組）が獲得した試合後に、コグリンと共にBULLET CLUBのTシャツを着て現れ両名を襲撃した。同日に行われたBULLET CLUBリーダーのデビッド・フィンレーのNEVER無差別級王座選手権試合にコグリン、クラーク・コナーズ、ダン・モロニー（現ドリラ・モロニー）と共にセコンドに付きフィンレーの勝利をアシスト。バックステージでWAR DOGSの結成を表明した。また、以降の試合ではリングネームをゲイブ・キッドとした。
7月4日、毘沙門が持つSTRONG無差別級タッグ王座にコグリンと共に挑戦し、勝利して第5代王者となる。翌7月5日に行われたIWGPタッグ王座選手権試合は敗れ、タッグ二冠とはならなかった。
夏のG1 CLIMAXではAブロックで出場し、ヒクレオと成田蓮からの勝利と清宮海斗との両者リングアウトの引き分けの合計5点で敗退した。同シリーズではすべての試合で相手の入場時に奇襲していた。
10月9日、STRONG無差別級タッグ王座戦でゲリラズ・オブ・デスティニーのヒクレオ＆エル・ファンタズモ組に敗れ、失冠した。
10月21日、マイケル・オクが持つRPWブリティッシュ・ヘビー級王座に挑戦し敗れた。
11月から12月にかけて行われたWORLD TAG LEAGUEにコグリンと共に2年連続の参戦。Aブロックを5勝2敗勝点10で1位通過するも、準決勝でBブロック2位の毘沙門（後藤洋央紀＆YOSHI-HASHI組）に敗れた。

#### 2024年
2024年1月13日、サンノゼで行われた興行でエディ・キングストンが持つAEWコンチネンタル王座・STRONG無差別級王座・ROH世界王座の三冠に挑戦したが、両者リングアウトの引き分けで奪取はならなかった。
3月のNEW JAPAN CUPでは一回戦でカラム・ニューマンに勝利するも、二回戦で鷹木信悟に敗れた。
4月6日、鷹木がEVILからNEVER無差別級王座を奪取した試合後にリング上に乱入し鷹木を襲撃し、挑戦表明した。マイクパフォーマンスではニック・ネメス、マット・リドル、ジャック・ペリーの参戦をめぐって新日本プロレスと社長の棚橋弘至を痛烈に批判する一幕もあった。
5月4日、鷹木が持つNEVER無差別級王座に挑戦し敗れた。
5月6日、ALL TOGETHERの第7試合に出場し勝利。メインイベント後にリング上の清宮海斗を襲撃し、清宮が持つGHCヘビー級王座への挑戦をアピールし、ベルトを持ち去った。
5月11日、カリフォルニア州オンタリオで行われた興行でエディ・キングストンが持つSTRONG無差別級王座に再度挑戦。試合はノーDQのノーロープ・ラストマン・スタンディング・マッチ形式で行われ、激しい戦いの末、最後はゲイブがキングストンをテーブルにめがけてブレーンバスターで叩きつけノックアウトし、タイトル奪取に成功した。
6月16日、プロレスリング・ノアの興行で清宮が持つGHCヘビー級王座に挑戦し敗れた。
7月13日、STRONG無差別級王座戦でウルティモ・ゲレーロに勝利し防衛した。
夏のG1 CLIMAXではAブロックで出場し、4勝5敗（勝ち点8）で敗退した。しかし、観客から多くの支持を集め、海野翔太との公式戦ではベビーフェイスの海野ではなくヒールのゲイブに大声援が送られるという逆転現象が起こった。
8月30日、STRONG無差別級王座戦でリオ・ラッシュに勝利し防衛した。
10月3日、ROHの興行でのSTRONG無差別級王座戦でアンソニー・ヘンリーに勝利し防衛した。
11月4日、長期欠場中のAEWのケニー・オメガが新日本プロレスの興行に現れ翌年1月5日の東京ドームでの興行で復帰することを発表した後のバックステージでケニーを襲撃し、新日本プロレスから厳重注意され罰金を科された。その後もゲイブはケニーに対する挑発を繰り返し、ケニーもそれに応戦した結果、11月23日に翌年1月5日のケニー・オメガの対戦相手がゲイブとなることが発表された。
11月9日、アメリカ合衆国ローウェルで行われた興行でのメインイベントのSTRONG無差別級王座戦で藤田晃生に勝利し防衛した。
11月から12月にかけて行われたWORLD TAG LEAGUEでは、SANADAをタッグパートナーとして参戦した。Aブロックを5勝2敗（勝ち点10）で1位となり通過するも、優勝決定戦でロス・インゴベルナブレス・デ・ハポンの内藤哲也＆高橋ヒロム組に惜しくも敗れ準優勝となった。
12月16日、STRONG無差別級王座戦で大岩陵平に勝利し防衛した。

#### 2025年
1月5日、東京ドームで行われたWRESTLE DYNASTYで、ケニー・オメガと対戦し敗れた。結果としては敗れたものの、リングコスチュームには新日本プロレスのエンブレムであるライオンマークをあしらい、ヒールユニットに所属していながらも新日本プロレスを背負う意気込みを見せた戦いで、観客から声援を受け解説席の棚橋弘至が感涙にむせぶなど、「プロレス史に残るベストバウト」「観衆の心を大きく揺さぶる激闘」「心に刺さる試合」などと記者・評論家からも称賛される内容であった。
1月11日、STRONG無差別級王座戦で石井智宏と30分時間切れで引き分け、防衛した。
2月11日、辻陽太の持つIWGP GLOBALヘビー級王座に挑戦し、惜しくもダブルノックダウンによる引き分けで、王座奪取とはならなかった。しかし、試合後に客席からシンニッポンコールが発生する名勝負となった。

## 得意技
レッグトラップ・パイルドライバー
BULLET CLUB加入以降のフィニッシュ・ホールド。相手の片足を抱えるパイルドライバー。
ドリル・ア・ホール・パイルドライバー
マッドマン・ボム
O-KNEE
膝のサポーターを外してのランニングニー。膝に鬼のタトゥーを入れていることが技名の由来。
ブレーンバスター
垂直落下式ブレーンバスター
クローズライン
ヘッドバット
張り手
逆水平チョップ
ダブルアーム・スープレックス
新日本プロレス初勝利の試合で用いたフィニッシュ・ホールド。試合後のバックステージでゲイブはビル・ロビンソンとマーティー・ジョーンズの名前を挙げ、「俺の原点が勝利をもたらしてくれた」と語った。
スモール・パッケージ・ホールド
シック・キック
WCPW・ディファイアント時代のフィニッシュ・ホールド。

## タイトル歴
新日本プロレス
- IWGP GLOBALヘビー級王座 : 1回（第5代）
- STRONG無差別級王座 : 1回（第7代）
- STRONG無差別級タッグ王座 : 1回（第5代）（パートナーはアレックス・コグリン）

WCPW
- WCPWインターネット王座 : 1回（第3代）

## エピソード
- 2016年に鈴木軍の鈴木みのるとエル・デスペラードが当時ゲイブが所属していたWCPWに遠征した際に、ゲイブが鈴木にキャッチレスリングの指南を乞うて30分のスパーリングを行ったことがある[5][57]。
- WCPW時代の2017年3月25日に、BULLET CLUBの一日限りのメンバーとしてヤング・バックスとアダム・コールをパートナーとしてタッグを組んだことがある[58][59]。